# Verneuil (Nièvre)
Verneuil ist eine französische Gemeinde mit 276 Einwohnern (Stand: 1. Januar 2022) im Département Nièvre in der Region Bourgogne-Franche-Comté. Sie gehört zum Arrondissement Nevers und zum Kantons Decize. 

## Geographie
Verneuil liegt etwa 37 Kilometer südöstlich von Nevers am Canal du Nivernais und am Fluss Aron mit seinem Zufluss Donjon. Umgeben wird Verneuil von den Nachbargemeinden Diennes-Aubigny im Norden, Cercy-la-Tour im Osten, Charrin im Süden sowie Champvert im Westen.

## Bevölkerungsentwicklung
| Jahr                       | 1962 | 1968 | 1975 | 1982 | 1990 | 1999 | 2006 | 2013 |
| Einwohner                  | 501  | 486  | 408  | 381  | 397  | 329  | 332  | 323  |
| Quellen: Cassini und INSEE |      |      |      |      |      |      |      |      |

## Sehenswürdigkeiten
- Kirche Saint-Laurent aus dem 12. Jahrhundert, seit 1895 Monument historique
- Burg Verneuil aus dem 13. Jahrhundert, seit 1991 Monument historique

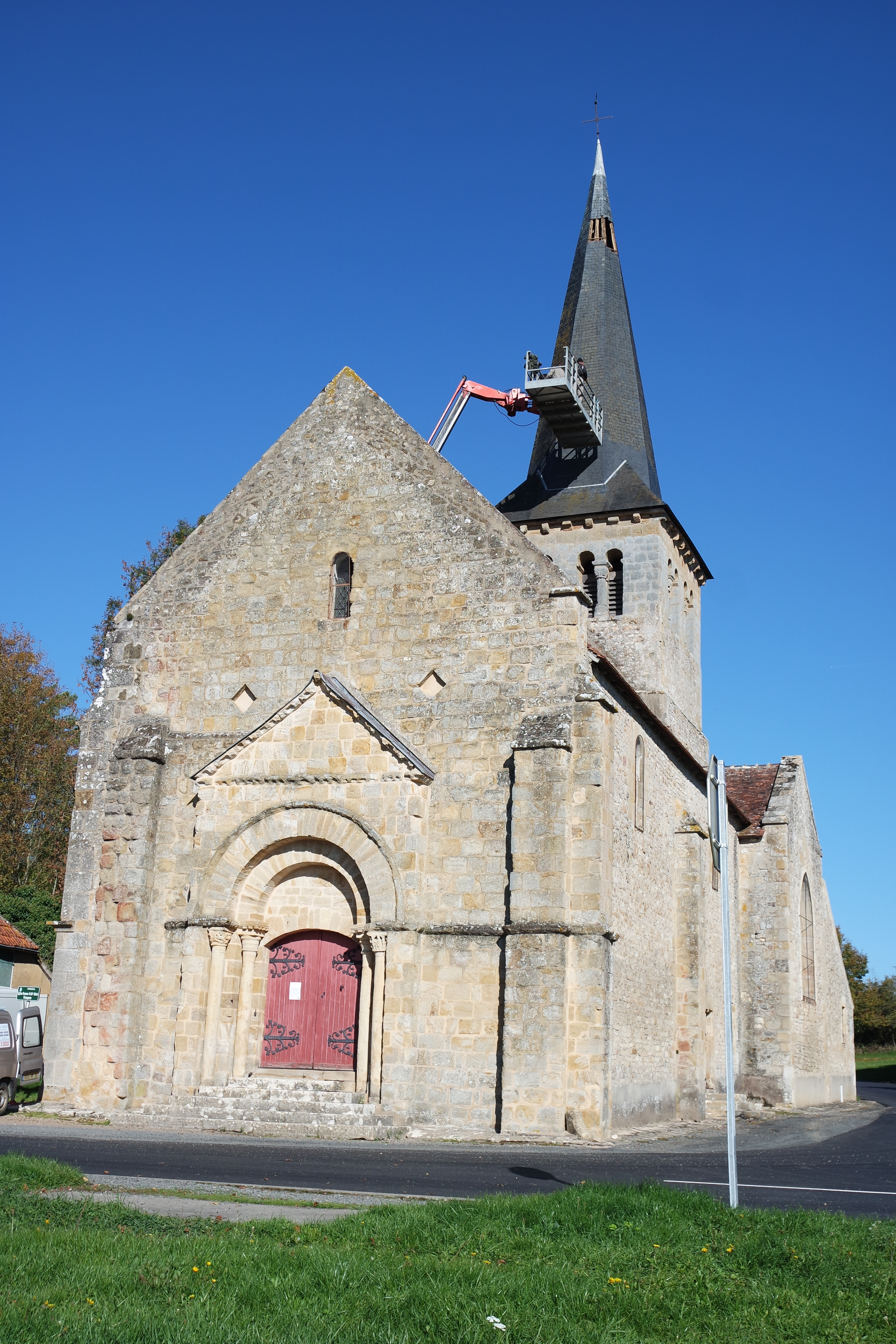
Kirche Saint-Laurent
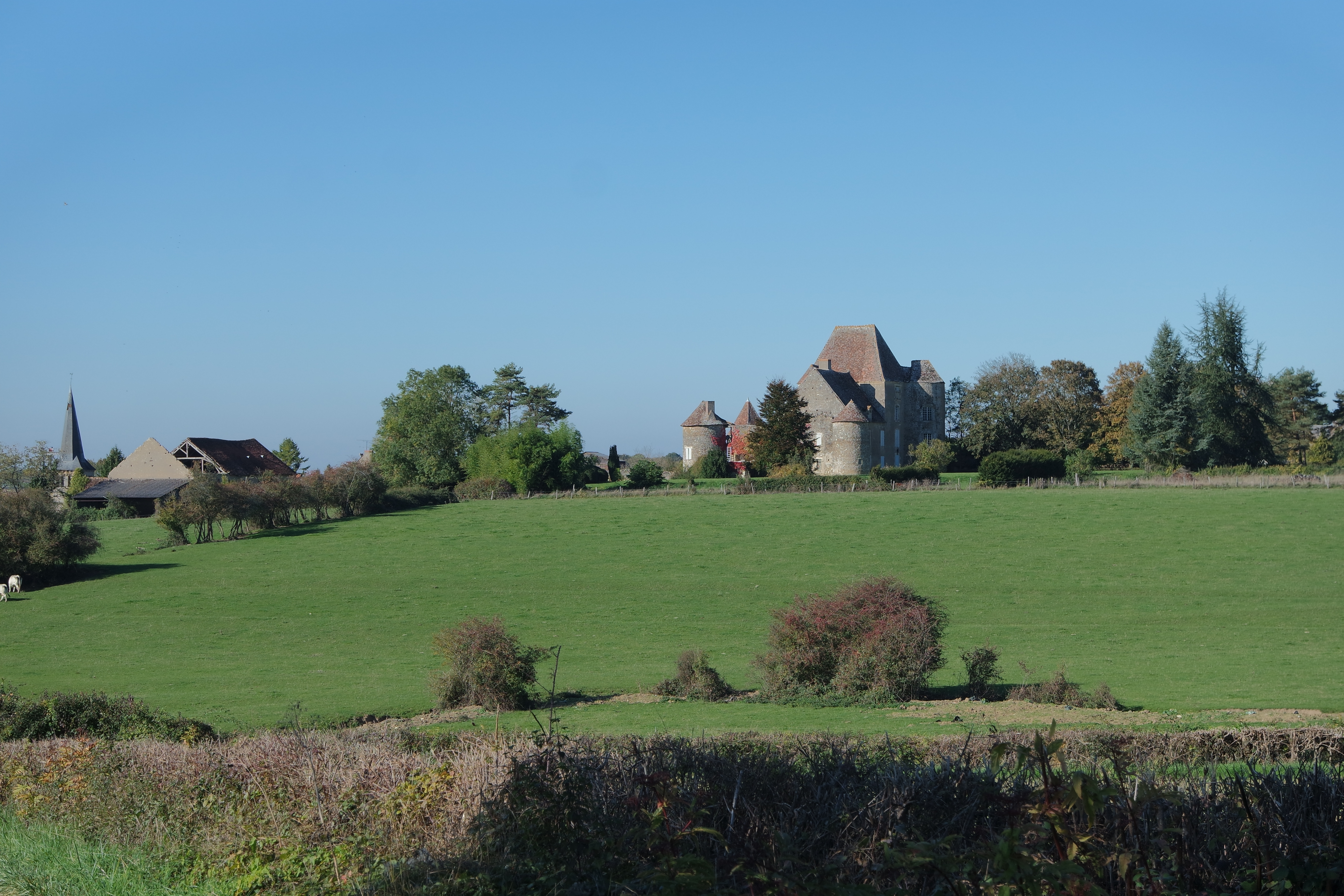
Burg Verneuil